# Municipio de Olive (Kansas)
El municipio de Olive (en inglés: Olive Township) es un municipio ubicado en el condado de Decatur en el estado estadounidense de Kansas. En el año 2010 tenía una población de 33 habitantes y una densidad poblacional de 0,36 personas por km².

## Geografía
El municipio de Olive se encuentra ubicado en las coordenadas 39°52′16″N 100°26′48″O / 39.87111, -100.44667. Según la Oficina del Censo de los Estados Unidos, el municipio tiene una superficie total de 92.33 km², de la cual 91,74 km² corresponden a tierra firme y (0,64 %) 0,59 km² es agua.

## Demografía
Según el censo de 2010, había 33 personas residiendo en el municipio de Olive. La densidad de población era de 0,36 hab./km². De los 33 habitantes, el municipio de Olive estaba compuesto por el 100 % blancos. Del total de la población el 0 % eran hispanos o latinos de cualquier raza.